# Draft 1971 de la NBA
1970 1972
La draft 1971 de la NBA est la 25e draft annuelle de la National Basketball Association (NBA), se déroulant en amont de la saison 1971-1972. Elle s'est tenue les 29 mars 1971 et 30 mars 1971 à New York. Cette draft se compose de 19 tours et 237 joueurs ont été sélectionnés,.
Lors de cette draft, 17 équipes de la NBA choisissent à tour de rôle des joueurs évoluant au basket-ball universitaire américain. Un joueur qui a terminé son cursus de quatre ans à l’université est admissible à la sélection. Si un joueur quitte l’université plus tôt, il n'est pas éligible pour la sélection jusqu’à ce qu'il ait obtenu son diplôme. Les deux premiers choix de la draft se décident entre les deux équipes arrivées dernières de leur division l'année précédente, à l'issue d'un pile ou face. Les choix de premier tour restant et les choix de draft sont affectés aux équipes dans l'ordre inverse de leur bilan victoires-défaites lors de la saison 1970-1971.
Juste avant le début de la saison régulière, les Rockets de San Diego et les Warriors de San Francisco sont délocalisés à Houston et Oakland, afin de devenir respectivement les Rockets de Houston et les Warriors de Golden State.
Austin Carr est sélectionné en première position, par les Cavaliers de Cleveland, en provenance du Fighting Irish de Notre-Dame au niveau universitaire. Le second choix de la draft, Sidney Wicks, remporte le titre de NBA Rookie of the Year.
Elle a vu la sélection de quatre All-Stars dans les deux premiers tours : Austin Carr, Sidney Wicks, Fred Brown et Curtis Rowe. De plus, deux joueurs issus de cette draft sont intronisés au Basketball Hall of Fame, Spencer Haywood sélectionné au second tour et Artis Gilmore choisi au septième tour.
De plus, la ligue a également accueilli une draft supplémentaire (hardship draft) le 20 septembre 1971, pour les étudiants non-diplômés ayant des difficultés financières qui souhaitaient rejoindre la ligue. Le règlement est amendé à la suite de la procédure judiciaire engagée contre la NBA par Spencer Haywood qui doit jouer en American Basketball Association faute de pouvoir être admis en NBA.

## Draft
| ^ | Signale un joueur qui a été intronisé au Basketball Hall of Fame                                                                |
| * | Signale un joueur qui a été sélectionné pour au moins un match annuel NBA All-Star Game et une récompense annuelle All-NBA Team |
| + | Signale un joueur qui a été sélectionné pour au moins un match annuel NBA All-Star Game                                         |
| R | Signale le joueur qui a remporté le titre de NBA Rookie of the Year                                                             |

### Premier tour
| Choix | Nom             | Position          | Nationalité | Équipe                    | Provenance                      |
| ----- | --------------- | ----------------- | ----------- | ------------------------- | ------------------------------- |
| 1     | Austin Carr+    | Arrière           | États-Unis  | Cavaliers de Cleveland    | Fighting Irish de Notre-Dame    |
| 2     | Sidney Wicks+ R | Ailier fort Pivot | États-Unis  | Trail Blazers de Portland | Bruins d'UCLA                   |
| 3     | Elmore Smith    | Pivot             | États-Unis  | Braves de Buffalo         | Thorobreds de Kentucky State    |
| 4     | Ken Durrett     | Ailier fort       | États-Unis  | Royals de Cincinnati      | Explorers de La Salle           |
| 5     | George Trapp    | Ailier fort Pivot | États-Unis  | Hawks d'Atlanta           | 49ers de Long Beach State       |
| 6     | Fred Brown+     | Arrière           | États-Unis  | SuperSonics de Seattle    | Hawkeyes de l'Iowa              |
| 7     | Cliff Meely     | Pivot Ailier fort | États-Unis  | Rockets de San Diego      | Buffaloes du Colorado           |
| 8     | Darnell Hillman | Pivot Ailier fort | États-Unis  | Warriors de San Francisco | Spartans de San Jose State      |
| 9     | Stan Love       | Ailier fort       | États-Unis  | Bullets de Baltimore      | Ducks de l'Oregon               |
| 10    | Clarence Glover | Ailier            | États-Unis  | Celtics de Boston         | Hilltoppers de Western Kentucky |
| 11    | Curtis Rowe+    | Ailier fort       | États-Unis  | Pistons de Détroit        | Bruins d'UCLA                   |
| 12    | Dana Lewis      | Pivot             | États-Unis  | 76ers de Philadelphie     | Golden Hurricane de Tulsa       |
| 13    | Jim Cleamons    | Arrière Meneur    | États-Unis  | Lakers de Los Angeles     | Buckeyes d'Ohio State           |
| 14    | John Roche      | Meneur            | États-Unis  | Suns de Phoenix           | Gamecocks de la Caroline du Sud |
| 15    | Kenny McIntosh  | Ailier fort       | États-Unis  | Bulls de Chicago          | Eagles d'Eastern Michigan       |
| 16    | Dean Meminger   | Meneur            | États-Unis  | Knicks de New York        | Golden Eagles de Marquette      |
| 17    | Collis Jones    | Ailier            | États-Unis  | Bucks de Milwaukee        | Fighting Irish de Notre-Dame    |

### Deuxième tour
| Choix | Nom                                | Nationalité | Équipe                                       | Provenance                  |
| ----- | ---------------------------------- | ----------- | -------------------------------------------- | --------------------------- |
| 18    | Steve Patterson (pivot)            | États-Unis  | Cavaliers de Cleveland                       | UCLA                        |
| 19    | Fred Hilton (arrière/ailier)       | États-Unis  | Braves de Buffalo                            | Grambling State             |
| 20    | Willie Sojourner (pivot/ailier)    | États-Unis  | Bulls de Chicago (de Portland)               | Weber State                 |
| 21    | John Mengelt (arrière)             | États-Unis  | Royals de Cincinnati                         | Auburn                      |
| 22    | Ted McClain (arrière)              | États-Unis  | Hawks d'Atlanta                              | Tennessee State             |
| 23    | Jim McDaniels (pivot/ailier)       | États-Unis  | SuperSonics de Seattle                       | Western Kentucky            |
| 24    | Mike Newlin (arrière/ailier)       | États-Unis  | Rockets de San Diego                         | Utah                        |
| 25    | Charlie Yelverton (arrière/ailier) | États-Unis  | Trail Blazers de Portland (de San Francisco) | Fordham                     |
| 26    | Amos Thomas                        | États-Unis  | Braves de Buffalo                            | Southwestern Oklahoma State |
| 27    | Rick Fisher (ailier)               | États-Unis  | Trail Blazers de Portland (de Baltimore)     | Colorado State              |
| 28    | Jim Rose                           | États-Unis  | Celtics de Boston                            | Western Kentucky            |
| 29    | Isaiah Wilson (arrière)            | États-Unis  | Pistons de Détroit                           | Baltimore                   |
| 30    | Spencer Haywood^ (ailier/pivot)    | États-Unis  | Braves de Buffalo (de Philadelphie)          | Detroit                     |
| 31    | Joe Bergman                        | États-Unis  | Royals de Cincinnati (de Los Angeles)        | Creighton                   |
| 32    | Howard Porter (ailier/pivot)       | États-Unis  | Bulls de Chicago (de Phoenix)                | Villanova                   |
| 33    | Marvin Stewart                     | États-Unis  | 76ers de Philadelphie (de Chicago)           | Nebraska                    |
| 34    | Gregg Northington (ailier)         | États-Unis  | Knicks de New York                           | Alabama State               |
| 35    | Willie Long (ailier/pivot)         | États-Unis  | Cavaliers de Cleveland (de Milwaukee)        | New Mexico                  |

### Joueurs notables sélectionnés plus bas
| Choix   | Nom            | Nationalité | Équipe            | Provenance    |
| ------- | -------------- | ----------- | ----------------- | ------------- |
| 104 (7) | Randy Smith*   | États-Unis  | Braves de Buffalo | Buffalo State |
| 117 (7) | Artis Gilmore^ | États-Unis  | Bulls de Chicago  | Jacksonville  |

## Hardship draft
Le 10 septembre 1971, la NBA a organisé une hardship draft pour les étudiants non-diplômés ayant des difficultés financières qui souhaitaient rejoindre la ligue. Cette nouvelle règle est venue à la suite d'un procès remporté par Spencer Haywood contre la NBA, qui lui a permis de jouer en NBA avant d'avoir obtenu son diplôme. Les choix sont affectés aux équipes dans l'ordre inverse de leur bilan victoires-défaites de la saison précédente. L’équipe qui sélectionne un joueur doit retirer un choix lors de la draft 1972. Les équipes ont été autorisées à ne pas exercer leurs droits sur cette draft et ont donc conservé tous leurs choix pour la draft suivante.
Les trois première franchises, les Cavaliers de Cleveland, les Braves de Buffalo et les Trail Blazers de Portland, ont refusé d’exercer leurs droits. Par conséquent, les Royals de Cincinnati ont eu le premier choix, qu’ils ont utilisé pour sélectionner Nate Williams. Phil Chenier a été sélectionné par les Bullets de Baltimore et il est le seul joueur qui a été sélectionné pour un NBA All-Star Game et dans une All-NBA Team. Joe Hammond, qui n’avait pas joué au basket-ball au niveau lycéen, ni universitaire, a été sélectionné par les Lakers de Los Angeles, avec un équivalent du quatrième tour. Hammond, qui avait joué pour les Jets d'Allentown dans l’Eastern Basketball Association (EBA) avant la draft, a dû présenter une demande comme "cas difficile" parce que sa classe universitaire ne pouvait pas obtenir son diplôme jusqu’en 1972.
| Choix | Nom            | Nationalité | Équipe                    | Provenance     |
| ----- | -------------- | ----------- | ------------------------- | -------------- |
| 1     | Nate Williams  | États-Unis  | Royals de Cincinnati      | Utah State     |
| 2     | Tom Payne      | États-Unis  | Hawks d'Atlanta           | Kentucky       |
| 3     | Cyril Baptiste | États-Unis  | Warriors de San Francisco | Creighton      |
| 4     | Phil Chenier*  | États-Unis  | Bullets de Baltimore      | California     |
| 5     | Joe Hammond    | États-Unis  | Lakers de Los Angeles     | Allentown Jets |